# Ernst Levy (Komponist)
Ernst Levy (* 18. November 1895 in Basel; † 19. April 1981 in Morges) war ein Schweizer Komponist, Pianist, Chorleiter, Musikpädagoge und -wissenschaftler.

## Leben und Wirken
Ernst Levy trat im Alter von sechs Jahren erstmals öffentlich auf und spielte das D-Dur-Klavierkonzert von Joseph Haydn. Er studierte in Basel bei Hans Huber und Egon Petri, später in Paris bei Raoul Pugno.
Ab 1916 unterrichtete er am Konservatorium Basel und leitete dort von 1917 bis 1921 die Meisterklasse. Ab 1925 lebte er als Pianist und Lehrer in Paris. Dort gründete er 1929 den Choeur Philharmonique, mit dem er u. a. die Pariser Uraufführung von Johannes Brahms’ Deutschem Requiem und Franz Liszts Oratorium Christus gab und bei Polydor Liszts Missa Choralis aufnahm.
1941 emigrierte Levy in die USA und unterrichtete dort Klavier und Komposition am New England Conservatory of Music in Boston (1941–1945), am Bennington College in Vermont (1946–1951), an der University of Chicago (1951–1954), am Massachusetts Institute of Technology (1954–1959) und am Brooklyn College der City University of New York (1959–1966). In dieser Zeit entstanden auch ein erheblicher Teil seines kompositorischen Werkes und eine Reihe von Plattenaufnahmen beim Label Unicorn. Ab 1966 lebte er wieder in der Schweiz.
Neben fünfzehn Sinfonien komponierte Levy viele Chorwerke, Kammermusik und Werke für Soloinstrumente. Stilistisch lassen sich seine Kompositionen keiner Schule zuordnen, jedoch hielt er stets am Prinzip der Tonalität fest. Daneben verfasste er mehrere musiktheoretische Schriften, darunter A Study in Musical Acoustics (mit S. Levarie; 1968, 1980), Des rapporls entre la musique et l société suivi de réflexions (1979), Musical Morphology: A Discourse and a Dictionary (mit S. Levarie, 1983) und A Theory of Harmony (1985).